# Werner Messmer

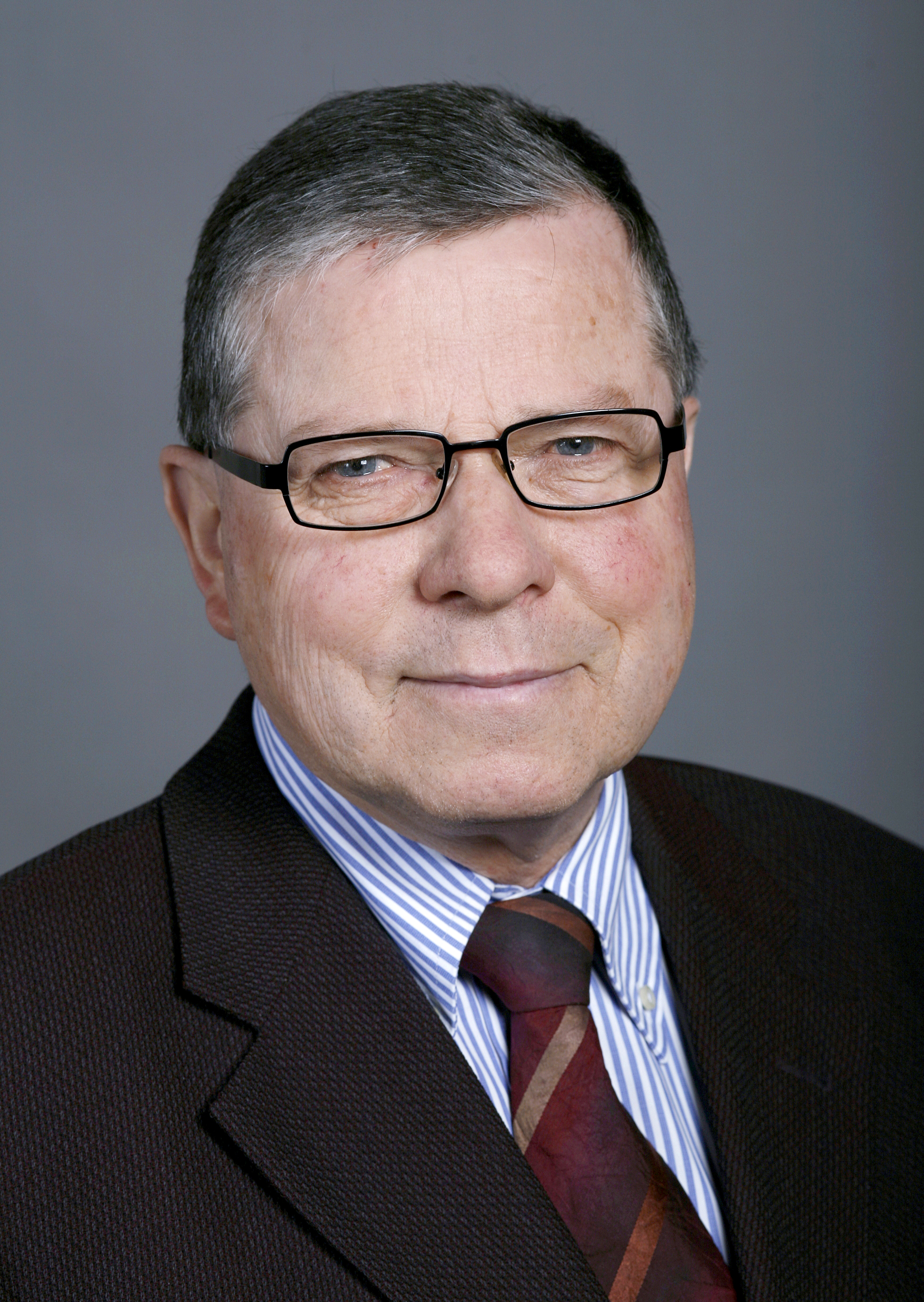
Werner Messmer

Werner Messmer (* 25. Oktober 1945 in Riedt, Kanton Thurgau) ist ein Schweizer Politiker (FDP) und ehemaliger Präsident des Schweizerischen Baumeisterverbands. Er gehörte von 1999 bis 2011 dem Nationalrat an.
Messmer absolvierte eine Lehre als Bauzeichner und eine weitere als Maurer. Danach liess er sich zum Polier weiterbilden und machte die Bauführerschule zum eidgenössisch diplomierten Baumeister. Heute ist er Besitzer und Geschäftsführer des von seinem Grossvater gegründeten Bauunternehmens Messmer AG Hoch- und Tiefbau in Sulgen.
Seine politische Karriere startete er 1996, als er in den Grossen Rat des Kantons Thurgau gewählt wurde. Im Jahr 2000 trat er als Kantonsrat zurück, da er bei den Wahlen 1999 in den Nationalrat gewählt worden war. Bei den Wahlen 2003 und 2007 wurde er jeweils wiedergewählt. Auf Ende der Legislaturperiode 2007–2011 trat er als Nationalrat zurück. Messmer war Präsident diverser Verbände, wie der Industrie und Handelskammer Thurgau, des Thurgauer Gewerbeverbands und des Thurgauer Baumeisterverbands. Von 2003 bis 2014 war er Präsident des Schweizerischen Baumeisterverbands (SBV).
Messmer wohnt in Kradolf, ist verheiratet und Vater von vier Kindern. Er ist Mitbegründer zweier Brass Bands und spielt Cornet und Querflöte. In der Schweizer Armee bekleidete er den Rang eines Obersten.